# Grapsoidea
Los grapsoideos (Grapsoidea) son una superfamilia de crustáceos decápodos. Contiene especies terrestres, semi-terrestres (usan el mar solo para la reproducción) o de agua dulce. Una típica especie de esta superfamilia es el cangrejo chino de mitones (Eriocheir sinensis).

## Familias
Según Ahyong y colaboradores en 2011:
- Familia Gecarcinidae MacLeay, 1838 (6 géneros, 19 especies)
- Familia Glyptograpsidae Schubart, Cuesta & Felder, 2002 (2 géneros, 3 especies)
- Familia Grapsidae MacLeay, 1838 (8 géneros, 41 especies)
- Familia Percnidae Števčić, 2005 (1 género, 6 especies)
- Familia Plagusiidae Dana, 1851 (4 géneros, 18 especies)
- Familia Sesarmidae Dana, 1851 (30 géneros, 252 especies)
- Familia Varunidae H. Milne Edwards, 1853 (36 géneros, 146 especies)
- Familia Xenograpsidae Ng, Davie, Schubart & Ng, 2007 (1 género, 3 especies)